# Francesco Massara
Francesco Massara (ur. 1 lipca 1965 w Tropei) – włoski duchowny rzymskokatolicki, od 2018 arcybiskup Camerino-San Severino Marche. Od 2020 roku również biskup Fabriano–Mateliki.

## Życiorys
Święcenia kapłańskie przyjął 17 kwietnia 1993 i został inkardynowany do diecezji Mileto-Nicotera-Tropea. W latach 1992–1995 pracował przy rzymskim Papieskim Seminarium Duchownym, a w kolejnych latach pełnił w diecezji funkcje m.in. dyrektora centrum duszpasterskiego oraz kierownika kurialnego wydziału administracyjnego. W latach 2006–2017 ponownie pracował w rzymskim seminarium jako ekonom generalny. W 2017 powrócił do diecezji i objął probostwo w Limbadi.
27 lipca 2018 papież Franciszek mianował go arcybiskupem Camerino-San Severino Marche. Sakrę otrzymał 6 października 2018 w z rąk biskupa Luigiego Renzo. 27 czerwca 2020 roku papież Franciszek mianował go również ordynariuszem diecezji Fabriano–Matelica. Ingres do katedry w Fabriano odbył 8 września tegoż roku. 